# جيرارد ديلبيكي
جيرارد ديلبيكي (1 سبتمبر 1903 – 22 أكتوبر 1977) لاعب كرة قدم بلجيكي راحل .
كان يجيد اللعب في خط الوسط مع نادي كلوب بروج حيث أمضى معه 8 مواسم . لعب مباراة دولية واحدة وكانت في 20 يوليو 1930 أثناء بطولة كأس العالم الأولى حيث خسر من منتخب الباراغواي 0-1 .
في سنة 1933 قرر اعتزال اللعب والاتجاه إلى مهنة التدريب في ناديه كلوب بروج .

## روابط خارجية
- جيرارد ديلبيكي على موقع الاتحاد الدولي (مؤرشف)  (الإنجليزية)
- جيرارد ديلبيكي على موقع الاتحاد البلجيكي (الإنجليزية)
- جيرارد ديلبيكي على موقع قاعدة بيانات كرة القدم.إي يو (الإنجليزية)
- جيرارد ديلبيكي على موقع ناشيونال فوتبول تيمز (الإنجليزية)
- جيرارد ديلبيكي على موقع عالم كرة القدم.نت (الإنجليزية)